# Starting Over (Masami Okui)
Starting Over è un brano musicale di Masami Okui pubblicato come singolo il 13 maggio 2009 dalla evolution. Il singolo è arrivato alla novantaduesima posizione nella classifica settimanale Oricon. Il brano è stato utilizzato nella colonna sonora del videogioco Final Approach 2 ~1st priority~.

## Tracce
CD singolo EVCS-0013
1. Starting Over
2. Regret
3. Starting Over (Instrumental)
4. Regret (Instrumental)

## Classifiche
| Classifica (2009)                        | Posizione più alta |
| ---------------------------------------- | ------------------ |
| Giappone (Classifica settimanale Oricon) | 92                 |